# Lutz (Alta Garona)
Lutz (francès Lux) és un municipi francès situat al departament de l'Alta Garona i a la regió d'Occitània.